# تلمبة بني اسدي (محمد أباد كرمان)
تلمبة بني اسدي (بالإنجليزية: Tolombeh-ye Bani Asadi)‏ هي منطقة سكنية تقع في إيران في Mohammadabad Rural District.